# متلازمة كلوفز
متلازمة كلوفز هي متلازمة فرط نمو نادرة مترافقة مع تشوهات وعائية معقدة. تتراوح أعراض متلازمة كلوفز من الخفيفة، على شكل أورام نسيج رخو شحمية، إلى تشوهات وعائية تشمل النخاع الشوكي والأعضاء الداخلية. ترتبط متلازمة كلوفز مع متلازمات فرط نمو أخرى مثل: متلازمة بروتيوس، ومتلازمة كليبل-ترينوناي، ومتلازمة ستيرج ويبر، والضخامة الشقّية. وقد تسبّب في بعض الحالات عدم نزول الخصيتين (خصيتين هاجرتين).
CLOVES (كلوفز) هو اختصار يشمل الأحرف الأولى من الكلمات الإنجليزية التالية:
- سي C: من الكلمة الإنجليزية «Congenital» أي «خَلقي».
- إل L: من الكلمة الإنجليزية «Lipomatous» أي «متعلِّق بالورم الشحمي»، التي تعني ما يشبه الورم الحميد المكون من خلايا شحمية ناضجة. تتظاهر متلازمة كلوفز لدى معظم المرضى على شكل كتل دهنية لينة عند الولادة، وغالبًا ما تكون موجودة على أحد جانبي الظهر أو كليهما، أو الساق، أو البطن.
- أو O: من الكلمة الإنجليزية «Overgrowth» أي «فرط نمو»، إذ توجد زيادة واضحة غير طبيعية في حجم الجسم أو جزء منه تُلاحَظ عند الولادة. قد يمتلك الأشخاص المصابون بمتلازمة كلوفز أجزاء من جسدهم تنمو بسرعة مختلفة عن الأجزاء الأخرى. نلاحظ عند البعض فرط نمو الأطراف (غالبًا الذراعين أو الساقين)، مع قدمين ويدين مفرطتي الحجم، وأصابع يدين وقدمين كبيرة الحجم، وعدم تناظر جانبي الجسم.
- ڤي V: من الكلمة الإنجليزية «Vascular abnormalities» التي تعني «تشوهات وعائية»، أي هناك شذوذات في الأوعية الدموية. يمتلك مرضى متلازمة كلوفز تشوهات شعرية ووريدية ولمفاوية مختلفة تسمى «الآفات بطيئة الجريان». نشاهد لدى بعض المرضى آفات مشتركة (تكون من النوع سريع الجريان)، وتشوهات وعائية خطيرة تدعى التشوهات الشريانية الوريدية. يختلف تأثير التشوه الوعائي على المريض حسب النوع والحجم والمكان، وتتنوع الأعراض أيضًا حسب العوامل آنفة الذكر.
- إي E: من الكلمة الإنجليزية «Epidermal naevi» أي «وحمات جلدية»، وهي آفات جلدية مزمنة محددة الحواف بشكل جيد، وسليمة، وبلون الجلد، ومرتفعة أو ثؤلولية الشكل.
- إس S: من الكلمة الإنجليزية «Scoliosis» أي «الجنف» أو الميلان الجانبي للعمود الفقري. يمتلك بعض المرضى المصابين بمتلازمة كلوفز حبلًا شوكيًا مشدودًا، وتشوهات وعائية داخل الحبل الشوكي أو حوله، واختلافات أخرى عن الشكل الطبيعي. قد تسبب الآفات الشوكية سريعة الجريان وشديدة العدوانية (مثل التشوهات الشريانية الوريدية) مشاكل عصبية خطيرة وشللًا عصبيًا.

وصف ساب وزملاؤه المتلازمة لأول مرة، إذ لاحظوا طيف الأعراض في مجموعة مكونة من سبعة مرضى، وسُميت المتلازمة حينها حسب الأحرف الأولى للأعراض المُلاحَظة. يُعتقَد أن أول وصفٍ لمتلازمة كلوفز قد كتبه الطبيب الألماني هيرمان فريدبيرغ في عام 1867.

## الأسباب
يعود سبب متلازمة كلوفز إلى طفرات جسدية تصيب البروتين «PIK3CA»، وهو بروتين مرتبط بسبيل نقل الإشارات داخل الخلوية. تسبّب الطفرات التي تصيب باقي السبيل متلازمات فرط نمو أخرى مثل متلازمة بروتيوس وضخامة الدماغ الشقية (اعتلال نصف الدماغ الضخامي).